# 382 a. C.
El año 382 a. C. fue un año del calendario romano prejuliano. En el Imperio romano se conocía como el Año del Tribunado de Craso, Mugilano, Cornelio, Fidenas, Camerino y Mamertino (o menos frecuentemente, año 372 Ab urbe condita).

## Acontecimientos
- El general y estadista tebano, Pelópidas huye a Atenas y toma el mando en los intentos de liberar Tebas del control espartano.
- En castigo por su acción no autorizada el año anterior por tomar Tebas, Fébidas es relevado de su mando, pero los espartanos continúan teniendo en su poder Tebas. El rey espartano Agesilao II sostiene que no debe castigarse a Fébidas, considerando que sus acciones han beneficiado a Esparta, y este es el único criterio por el que debería ser enjuiciado.

## Nacimientos
- Antígono Monoftalmos, general de Alejandro Magno (m. 301 a. C.)
- Filipo II de Macedonia, rey de Macedonia (m. 336 a. C.)